# Битва при озере Туручедо
Битва при озере Туручедо, также битва при Туручедо — битва, произошедшая на берегу озера Туручедо зимой, в конце 1849 или в начале 1850 года (более точная датировка затруднена из-за отсутствия календаря и письменной истории у сражавшихся сторон) между обдорскими ненцами с одной стороны, и объединенным войском таймырских энцев, эвенков и, возможно, нганасанов, с другой стороны. Генеральное сражение захватнической кампании кочевых приобских ненцев, последовавшей после поражения мятежа Ваули.

## Причины сражения
По заключению В. И. Васильева, участника полевой экспедиции на Таймыр 1977—1978 гг, «причину военного конфликта в низовьях Енисея следует видеть в территориальных притязаниях ненецкой группировки, состоявшей из представителей родов, принадлежавших к Обдорской волости, на землю (в первую очередь, пастбищные угодья) на правом берегу реки». Согласно некоторым вариантам фольклорного предания, в сражении при Туручедо на стороне энцев принимали участие эвенки и нганасаны.

## Предварительные стычки
В преданиях об этом сражении выделяются две части: о подходе ненцев к Енисею и о самой битве. Первая обычно воспринимается как всего лишь вступление к основному повествованию. Это «вступление» охватывает целую эпоху, тогда как бой на Туручедо длился два-три дня.
В варианте предания, записанном В. И. Васильевым пришедшие к Енисею юраки (ненцы) увидели движущегося на нартах со стороны манто (енисейцев) человека. «Он заметил юрацких (ненецких) воинов, испугался и обратно повернул. Они бросились его догонять. Долго гнались. У него один олень обессилел. Тогда он поводок обрезал. А сам на нарте не сидит, во все стороны прыгает, чтобы стрелой в него не попали. Так и не догнали его. Потом юраки (ненцы) дошли до Туручедо».
В этом эпизоде отражен сюжет типично тундровых баталий (в отличие от самого боя в лесу у оз. Туручедо). В тех легендах, где упоминаются тунго (енисейские эвенки) или род Ябтонгэ, встречаются подобные сцены захватывающих гонок на оленьих упряжках, К примеру, в сказании «Чет Нгыйвай» рисуется погоня Младшего Яптуная за своим врагом: удерживаясь на нартах, он пытается получше прицелиться из лука и поразить противника, но не стреляет, ему в голову пришла мысль: «а вдруг я в оленя попаду?» В легенде «Ева Пяся» Парико Тунго мчится на своей запряженной пятью хабтарками упряжке, пытаясь настичь Старшего Пяся. У его оленей «языки до корней высунулись» (марянэ суманэ); одна нога Тунго стоит на левом полозе, другая — у заднего копыла нарты, расставив ноги, он гонит что есть мочи. С интервалом в несколько фраз повторяется счет на сколько тибя (саженей) отстал или приблизился преследователь.
В этих и других подобных фрагментах (герой «хорей железный животом придерживает» от усталости; «с оленей упряжь спадает» от измождения) просматриваются штрихи тактики ведения боя преследованием. В ней главную роль играют скоростные качества и уровень обученности боевой упряжки оленей. Ценность такой упряжки близка к цене жизни её хозяина. Не случайно во многих сказаниях описание героев начинается (а часто и ограничивается) характеристикой их упряжных четверок или пятерок: 4 сямтора (светлых), 4 сивиле (серых), 5 падвы (пестрых), 4 пари (черных), 5 ладсэр (бело-черных) и т. д. Не случайно и то внимание, с каким герои фольклора прислушиваются к чиханию вожака (делающего тем самым предостерегающий знак хозяину), та обстоятельность, с которой сказитель описывает вынюхивание трехлетней давности следов безрогим вожаком упряжки.

## Ход сражения и тактика сторон
Сам же бой на Туручедо, судя по описанию энца П. Болина представлял собой сложно организованное военное действо, включавшее (по порядку):
- совещание родовых вождей и шаманов, созванное главным предводителем (ерв) Ныраку;

- посылку к противнику оленя-самца со знаком объявления войны, после чего противник начал мобилизацию воинов и постройку деревянной изгороди;

- отправку во вражеский стан разведчика;

- установку энцами модели чума на месте предполагаемой встречи войск;

- отправку ненцами парламентера-старика к главе енисейских племен с предложением семи условий войны:

1. С обеих сторон назначить по представителю (нгэвмпада) для ведения военных переговоров. Эти представители должны отличаться от других людей тем, что в их нарты запрягается по два оленя, а на хореях привязаны красные флаги. Они должны быть неприкосновенны.
2. Местом военных действий назначить оз. Туручедо.
3. Сражение начать следующим утром.
4. Для определения дистанции, с которой начнется сражение, сделать по выстрелу с каждой стороны.
5. При первом наступлении количество войска должно быть равным (в описываемом случае по 50 человек), запасных частей, кто сколько может выставить.
6. Каждым последующим утром начинать сражение с того места, где закончили вечером. Ночью не воевать.
7. Для прекращения боя (на ночь) выделенные представители должны заехать с обеих сторон с флагами. Мир должен быть заключен только после особых переговоров об условиях его заключения.
За переговорами последовали события:
- первые выстрелы сыновей военных вождей для определения необходимой дистанции;

- начало сражения, в ходе которого запасные части войск располагались на расстоянии 200 м от полосы военных действий;

- подсчет потерь в конце каждого дня; выставление вместо убитых и раненых того же числа воинов из запасных частей;

- победа энцев и просьба о мире со стороны ненцев (вождь послал военачальнику энцев и нганасан свой военный лук с семью стрелами и военный кинжал);

- прекращение войны, в знак чего позади передового отряда были вывешены большие красные флаги;

- троекратный обход представителями сторон вокруг своих войск с криком (соответственно): «Наши войска войну проиграли (выиграли) и оказались побежденными (победителями), война прекращается!»;

- определение военачальниками мест захоронения убитых, сооружение двух братских могил (каждой из сторон);

- разведение костров у братских могил и произнесение обоими военачальниками речей по поводу одержанной победы и понесенного поражения, а также о необходимости жить в мире и дружбе;

- оставление побежденными луков, стрел и кинжалов на могиле; их возвращение в свои края.

Вариант, записанный В. И. Васильевым, выглядит намного лаконичнее:
«Манто на той стороне Туручедо стоят. Юраки на этой. С обеих сторон войска спустились на лед: войну открыли. У начальника манто юраки сына убили, и тогда манто говорят: 'Не будем дальше воевать. Лучше отдадим вам самую красивую девушку'. И прекратили войну». [Васильев, 1977. С. 124].
Традиционный (наиболее часто излагаемый) в ненецком фольклоре тактический рисунок оборонительного сражения заметно отличается от всех приведенных выше вариантов «наступления на иноземцев». При получении известия о готовящемся нападении соседи съезжались вместе и составляли объединенное стойбище. При этом старались не допустить врага на стойбище, встречая (перехватывая) его в пути [Куприянова, 1965. С. 294].
Лучшим способом обороны считалось быстрое опережающее нападение. В легенде лесных ненцев «Ни Ныяву» [сказитель Ауто Т. Вылла, Нум-то, 1990 г.] женщина-ненка, волею судьбы ставшая женой манто, заметила приготовления сородичей своего мужа к войне с её братьями и поспешила приехать в родное стойбище. Братья её полны беспечности: «лежат босиком и голые». Женщина сообщила им, что на них идут войной манто. Братья ответили: «Нам все равно. Земля ровная и никуда не спрячешься. Оставайся ночевать». На следующий день женщина вернулась на стойбище мужа и нашла всех манто уже убитыми.
Если враги являлись неожиданно (ночью), они не рушили, не поджигали и не расстреливали чум (это считалось недостойным воина). Принято было постучать по шесту, у которого спал хозяин и произнести фразу, вроде сказанной Младшим Яптунаем у чума Нгыйваев ["Чет Нгыйвай"]: «Чтобы вы не подумали, что мы невзначай вас убили, выходите. Не с добром мы к вам пришли». Истинный воин немедленно выходил на бой (в героических сказаниях вылетал через верхнее дымовое окно), даже если не успевал облачиться в доспехи. В легендах битвы длятся по нескольку лет так, что земля вокруг становится изрытой. Основное оружие — лук со стрелами, а также топор и хорей с металлическим копьевидным наконечником.

## Победившая сторона и итоги сражения
До сих пор не ясны точный характер военного поражения ненцев и условия последовавшего мира. Как полагает К. Болин, энцы разгромили ненцев. В то же время потомок представителей стороны агрессора П. А. Комаров (из рода Ненянг) сообщил, что юраки (ненцы) были близки к победе, и энцы первыми запросили мира. Есть и версия, согласно которой стороны заключили мир, хотя юраки фактически потерпели поражение. Основным политическим итогом сражения стал мир, который со временем привел к добрососедскому существованию ненцев и энцев на Таймыре. По условиям мира ненцы получили известную территорию под свои пастбища.